# Liste der Kulturdenkmale in Cunnersdorf (Kamenz)
In der Liste der Kulturdenkmale in Cunnersdorf sind die Kulturdenkmale des Kamenzer Ortsteils Cunnersdorf verzeichnet, die bis Juli 2017 vom Landesamt für Denkmalpflege Sachsen erfasst wurden (ohne archäologische Kulturdenkmale). Die Anmerkungen sind zu beachten.

## Cunnersdorf
| Bild                                    | Bezeichnung | Lage                                                                    | Datierung                                                                                  | Beschreibung | ID       |
| --------------------------------------- | --- | ----------------------------------------------------------------------- | ------------------------------------------------------------------------------------------ | --- | -------- |
|                                         | Wegestein | Alte Dorfstraße 52 (bei) (bis 31. Dezember 2018 Hauptstraße 52) (Karte) | 19. Jahrhundert                                                                            | Verkehrsgeschichtlich von Bedeutung, Alter Wegestein („Cunnersdorf“) | 09253451 |
|                                         | Bahnhofsgebäude, Nebengebäude und Stellwerk des Bahnhofs Cunnersdorf                                                                                                | Am Bahnhof (Karte)                                                      | 1913                                                                                       | Einheitliche Gestaltung mit Backsteinsockel, obere Hälfte Putz, mehrgliedrige Dachlandschaft, Biberschwanzdeckung, baugeschichtlich, eisenbahngeschichtlich und technikgeschichtlich von Bedeutung, bis 2012 irrtümlich unter Am Bahnhof 1 in der Denkmalliste, laut ALK-Daten besitzt der Bahnhof Cunnersdorf keine Hausnummer | 09253434 |
| Weitere Bilder                          | Bahnwärterhaus | Am Bahnhof 2 (Karte)                                                    | Um 1900                                                                                    | Erdgeschoss und Fensterrahmungen Backstein, überstehendes Satteldach mit Giebel-Holzzierwerk, baugeschichtlich und eisenbahngeschichtlich von Bedeutung, segmentbogige Fenster, unterm Gebälk Backstein-Fries | 09253435 |
|                                         | Grundschule Cunnersdorf | Goldene Höhe 10 (bis 31. Dezember 2018 Schulweg 10) (Karte)             | 1909/1910                                                                                  | Zeittypischer Putzbau mit Mansardwalmdach, dominante Wirkung im Ensemble mit Kirche und Pfarrhaus, baugeschichtlich und straßenbildprägend von Bedeutung. Mit Kirche und Pfarrhaus ortsbildprägende Baugruppe auf einer kleinen Anhöhe, ist im Zusammenhang entworfen worden. | 09253375 |
|                                         | Fissels Gasthof mit angebautem Tanzsaal (ohne hinteren Anbau) | Hausdorfer Straße 7 (bis 31. Dezember 2018 Oststraße 7) (Karte)         | Laut einer historischen Rechnung 1895                                                      | Ohne hinteren Anbau, Gasthaus zweigeschossiger Putzbau mit Drempel, profilierte Tür- und Fenstergewände, im Giebel Okuli, Tanzsaal mit Rundbogenfenstern mit Schlusssteinen, Lisenengliederung, baugeschichtlich und ortsgeschichtlich von Bedeutung, prägt das Straßenbild, Stuck im Tanzsaal | 09253444 |
|                                         | Wegestein | Kamenzer Straße (am Abzweig nach Cunnersdorf) (Karte)                   | 19. Jahrhundert                                                                            | Verkehrsgeschichtlich von Bedeutung, Granit | 09253442 |
| Weitere Bilder                          | Kirche mit angebautem Pfarrhaus und Einfriedung, Denkmal für die Gefallenen des Ersten Weltkrieges sowie vier Grabanlagen und ein Grabmal auf benachbartem Friedhof | Kirchweg 2 (Karte)                                                      | 1907 (Kirche); 1909 (Pfarrhaus); nach 1918 (Kriegerdenkmal); bezeichnet mit 1832 (Grabmal) | Kirche Putzbau mit Mansarddach, flache Westseite mit Eingangsvorbau, dreiseitige flache Apsis, Chorflankenturm mit Uhr, Innenraum einschiffig mit Empore, Pfarrhaus mit Mansardwalmdach auf verwinkeltem Grundriss, Kriegerdenkmal gegenüber dem Westportal der Kirche, baugeschichtlich und ortsgeschichtlich von Bedeutung. Auf einer Anhöhe gelegene Saalkirche, 1907 von Woldemar Kandler aus Dresden erbaut. Putzbau mit kurzen Strebepfeilern, Mansarddach und 3/8-Schluss. Der Turm an der Nordseite mit verschieferter Haube. Der Innenraum flachgedeckt und mit hohen Kehlen, durch Verlust der dekorativen Ausmalung jetzt ganz nüchtern. Das Altarbild mit Darstellung des Auferstandenen in guter Jugendstilmalerei (jetzt im Pfarrhaus). Wappenplatte eines Haubold von Schleinitz von 1700, aus dem ehemaligen Rittergut. Orgel von Friedrich Nikolaus Jahn, 1829/30, 1908 hierher versetzt Grabanlagen auf dem Friedhof: - Wandgrabmal Familie Paul Werner (1889-1950), Ziegeleibesitzer, Grabmal mit Skulptur eines sitzenden, trauernden Mannes mit Hirtenstab, nach 1950 - Ruhestätte Familie Wilhelm Richter, mit Einfriedung, Sandstein, um 1910 - Wandgrabmal Familie Blüthgen, dreizoniger Aufbau mit betontem Mittelteil, darin Relief eines trauernden Engels, seitlich zwei Medaillons mit verwitterten Inschriften, um 1910 - Grabstätte der Familie Bernhard von Lippe (1852–1938), Rittergutsbesitzer, mit Einfriedung, um 1910 - Grabobelisk für Christoph von Lippe und Angehörige, Sandstein, 1832 | 09253443 |
| Weitere Bilder                          | Gedenkstein | Schönbacher Straße (Karte)                                              | Bezeichnet mit 1913                                                                        | Zum hundertjährigen Gedenken an die Befreiungskriege 1813–1815, mit denen die französische Herrschaft Napoleons über große Teile Europas beendet wurde, in Form eines Steinkreuzes mit Sonnenstrahlenrelief, ortsgeschichtlich von Bedeutung | 09253446 |
|                                         | Rittergut und Gutspark Cunnersdorf (Sachgesamtheit) | Schönbacher Straße 1 (Karte)                                            | Um 1000; 19. Jahrhundert und bezeichnet mit 1897 (Umbau)                                   | Sachgesamtheit Rittergut Cunnersdorf mit folgenden Einzeldenkmalen: Wohnhaus mit Tonnen- und Kreuzgewölben als Reste einer überbauten mittelalterlichen Wasserburg und Reste der Einfriedungsmauern (siehe Obj. 09303598, gleiche Anschrift), Teil des Parks (Gartendenkmal) sowie Reste des Wassergrabens in Form von drei Hälterteichen als Sachgesamtheitsteile, baugeschichtlich, ortsgeschichtlich, wissenschaftlich und landschaftsprägend von Bedeutung. Ehemaliger Graben teilweise erhalten, mit Dämmen, Hälterteichen und Ufereinfassungen, an einem Durchlauf Granitplatte mit Inschrift: „1897 B. v. Lippe“, Park des ehemaligen Gutes mit Eichen verschiedener Sorten bepflanzt. | 09254512 |
| Direkt Bild zu diesem Denkmal hochladen | Wohnhaus mit Tonnen- und Kreuzgewölben als Reste einer überbauten mittelalterlichen Wasserburg (Einzeldenkmal zu ID-Nr. 09254512)                                   | Schönbacher Straße 1 (Karte)                                            | Um 1000                                                                                    | Einzeldenkmal der Sachgesamtheit Rittergut Cunnersdorf; baugeschichtlich, ortsgeschichtlich, wissenschaftlich von Bedeutung. Wohnhaus: stattlicher massiver Bau aus Bruchsteinmauerwerk (Stein-Ziegel-Kelle-Lehm), Türgewände der Durchgänge zwischen den einzelnen Räumen im Erdgeschoss und Keller sowie am Hauseingang aus Sandstein, mit Abfasungen. | 09303598 |
|                                         | Reste der Einfriedungsmauern (Einzeldenkmal zu ID-Nr. 09254512) | Schönbacher Straße 1 (Karte)                                            | Um 1000                                                                                    | Einzeldenkmal der Sachgesamtheit Rittergut Cunnersdorf; baugeschichtlich, ortsgeschichtlich, wissenschaftlich von Bedeutung | 09303598 |

## Tabellenlegende
- Bild: Bild des Kulturdenkmals, ggf. zusätzlich mit einem Link zu weiteren Fotos des Kulturdenkmals im Medienarchiv Wikimedia Commons. Wenn man auf das Kamerasymbol klickt, können Fotos zu Kulturdenkmalen aus dieser Liste hochgeladen werden:
- Bezeichnung: Denkmalgeschützte Objekte und ggf. Bauwerksname des Kulturdenkmals
- Lage: Straßenname und Hausnummer oder Flurstücknummer des Kulturdenkmals. Die Grundsortierung der Liste erfolgt nach dieser Adresse. Der Link (Karte) führt zu verschiedenen Kartendiensten mit der Position des Kulturdenkmals. Fehlt dieser Link, wurden die Koordinaten noch nicht eingetragen. Sind diese bekannt, können sie über ein Tool mit einer Kartenansicht einfach nachgetragen werden. In dieser Kartenansicht sind Kulturdenkmale ohne Koordinaten mit einem roten bzw. orangen Marker dargestellt und können durch Verschieben auf die richtige Position in der Karte mit Koordinaten versehen werden. Kulturdenkmale ohne Bild sind an einem blauen bzw. roten Marker erkennbar.
- Datierung: Baubeginn, Fertigstellung, Datum der Erstnennung oder grobe zeitliche Einordnung entsprechend des Eintrags in der sächsischen Denkmaldatenbank
- Beschreibung: Kurzcharakteristik des Kulturdenkmals entsprechend des Eintrags in der sächsischen Denkmaldatenbank, ggf. ergänzt durch die dort nur selten veröffentlichten Erfassungstexte oder zusätzliche Informationen
- ID: Vom Landesamt für Denkmalpflege Sachsen vergebene, das Kulturdenkmal eindeutig identifizierende Objekt-Nummer. Der Link führt zum PDF-Denkmaldokument des Landesamtes für Denkmalpflege Sachsen. Bei ehemaligen Kulturdenkmalen können die Objektnummern unbekannt sein und deshalb fehlen bzw. die Links von aus der Datenbank entfernten Objektnummern ins Leere führen. Ein ggf. vorhandenes Icon  führt zu den Angaben des Kulturdenkmals bei Wikidata.